# 小行星18983
小行星18983（18983 Allentran）是一颗绕太阳运转的小行星，为主小行星带小行星。该小行星于2000年9月1日发现。

## 轨道参数
小行星18983的轨道半长轴为2.4125271 UA，离心率为0.180。